# Berenice (gênero)
- Commons
- Wikispecies

Berenice é um gênero botânico pertencente à família Campanulaceae. Possui apenas uma espécie, Berenice arguta.